# Luis Martínez Encabo
Luis Jesús Martínez Encabo (Logroño, 15 de abril de 1976) es un deportista español que compitió en tiro deportivo.
Participó en los Juegos Olímpicos de Pekín 2008, ocupando el 32º lugar en la prueba de rifle 10 m y el 50.º en rifle en posición tendida 50 m. 